# Nicolas Bruand
Nicolas Bruand (Besançon, 26 août 1812 - Besançon, 6 juin 1888) est un homme politique français, qui fut maire de Besançon de 1884 à 1888.

## Biographie
Nicolas Bruand est un négociant, rattaché aux républicains puis aux radicaux-socialistes,. Il a été conseiller municipal en 1848 et en 1871, membre du comité de la Défense Nationale en 1870, juge au tribunal de commerce de 1866 à 1872, et fut élu maire de Besançon en octobre 1884. Il a été fait chevalier de Légion d'honneur sur proposition du Ministre de l'Intérieur par le décret du 12 juillet 1886. Décédé en 1888 avant la fin de son mandat, il est enterré au cimetière des Chaprais.